# Being Somebody
Being Somebody е вторият студиен албум на британската поп група „Либърти Екс“, издаден през ноември 2003. Албумът достига до 12-то място, има общи продажби от 100 000 копия във Великобритания и получава златна сертификация.

## Списък с песните

### Оригинален траклист
1. Интро (Being Somebody) – 0:20
2. Jumpin' – 3:39
3. Being Nobody (Ричард Екс срещу Либърти Екс) – 3:40
4. Everybody Cries – 4:57
5. Watcha Doin' Tonight – 3:18
6. The Poet – 3:45
7. I'll Be Remembering – 4:15
8. The Last Goodbye – 4:07
9. Let Go – 3:13
10. Forever – 4:42
11. Close Your Eyes – 3:10
12. I Just Wanna – 3:55
13. Impossible – 3:55
14. Take Me Home – 4:16
15. Story of My Life – 3:36
16. Maybe – 4:23

### Европейско издание
1. Where Do We Go From Here? – 4:22

### Японско издание
1. Where Do We Go From Here? (скрит трак) – 4:22
2. Just a Little – 3:58
3. Willing to Try – 4:12
4. Jumpin' (видеоклип) – 4:18